# Buono! 2
Albums de Buono!
Café Buono!
(2008) We Are Buono!
(2010)
Singles
Buono! 2 (prononcé : "Buono! Buono!") est le 2e album du groupe de J-pop Buono!, sorti le 11 février 2009 au Japon sur le label Pony Canyon. 
Il atteint la 7e place du classement Oricon. Il sort aussi en édition limitée au format CD+DVD avec une pochette différente et un DVD en supplément.
L'album contient cinq titres (dont une "face B") déjà parus sur les quatre singles sortis précédemment (Kiss! Kiss! Kiss!, Gachinko de Ikō!, Rottara Rottara, et  Co.no.mi.chi), qui ont servi de génériques à la série anime Shugo Chara! (et à sa 2e saison : Shugo Chara!! Doki), pour laquelle le groupe a été créé. Six des titres de l'album figureront aussi sur la compilation The Best Buono! de 2010.

## Titres
CD
1. Early Bird
2. Kiss! Kiss! Kiss! (Kiss!Kiss!Kiss!?)
3. Kirakira (キラキラ?)
4. Shōshitsuten -Vanishing Point- (消失点 -Vanishing Point-?)
5. Rottara Rottara (ロッタラ ロッタラ?)
6. Co.no.mi.chi (co・no・mi・chi?)
7. Minna Daisuki (みんなだいすき?)
8. I Need You (I NEED YOU?)
9. Gachinko de Ikō! (ガチンコでいこう!?)
10. You're My Friend
11. Over the Rainbow (OVER THE RAINBOW?)
12. Goal (ゴール?)

DVD
1. "Buono! 2" Jacket Making ("Buono! 2" ジャケット撮影メイキング?)
2. TV Spot Collection (テレビスポット集?) (Kiss! Kiss! Kiss! ; Gachinko de Ikō! ; Rottara Rottara ; co.no.mi.chi)